# Пиколи-Корбара (Виченца)
Пиколи-Корбара је насеље у Италији у округу Виченца, региону Венето.
Према процени из 2011. у насељу је живело 13 становника. Насеље се налази на надморској висини од 368 м.